# 보르테 카툰
보르테 카툰(몽골어: ᠪᠥᠷᠲᠡ
ᠬᠠᠲᠤᠨ Börte Khatun, Бөртэ үжин Хатан, 한국 한자: 孛兒帖 旭真 可敦 패아첩 욱진 가돈, 1161년 ~ 1236년)는 카마그 몽골과 몽골 제국의 칸 칭기스 칸의 본 부인으로, 곤기라트 부족 출신이다. 중국식 시호는 광헌익성황후(光獻翼聖皇后)이다. 보르테 우진 카툰으로 불리는데 우진은 중국의 한자 부인이 몽골화한 단어이다. 원사, 원사연의 등에는 그의 이름 뒤에 보르테 욱진(旭眞)이 붙는다.

## 생애
곤기라트족의 보스쿨 씨족장 데이세첸(特薛禪, 德薛禪)과 수탄(搠坛)의 딸이다. 보르테의 가계에 대해서는 알려진 것이 없고, 그의 부모의 이름이 전한다. 또한 다라이타이라는 이름의 숙부가 있었는데, 칭기즈 칸의 숙부이자 예수게이의 넷째 동생인 다라이타이와는 동명이인이다. 그의 가계는 곤기라트부의 본파는 아닌 지파로 추정된다. 곤기라트부의 일부는 내몽골 자치주 일대에 살았는데, 보르테의 선조들은 후대의 내몽골 지방 출신이었다.
몽골비사에 의하면 예수게이는 아들 테무진에게 어머니의 씨족인 옹기라트부족의 올크누트 씨족의 딸 중에서 며느리를 점지해 주러 가다가, 옹기라트부의 또다른 씨족인 보스쿠르 씨 집안인 데이 세첸을 만났다 한다. 데이 세첸은 예수게이를 만나기 전에 흰 매가 하늘에서 날아와 달덩이를 주는 꿈을 꾸었다 한다. 카마그 몽골의 족장 예수게이는 곤기라트족의 올크누트 부족장 데이세첸을 찾아가, 자신의 아들과 데이세첸의 딸 보르테 간의 약혼을 성사시키고 돌아가던 길에 타타르족에게 독살되었다. 
예수게이가 독살당하고 카마그 몽골은 해체되었으며, 키야트 가문 내에서도 예수게이가 타이치우드 가문과 연대하려 한 것을 미워한 키야트 가문에 의해 테무진과 그 가족들은 버림받고, 유랑생활을 하였다. 칭기스 칸은 성년이 되어 옹 칸 등의 도움으로 세력을 회복, 데이세첸을 찾아가 아버지 예수게이가 죽기 전에 정혼해준 아내 보르테를 되찾아올 수 있었다. 데이 세첸은 테무진을 환대했고, 보르테 역시 그때까지 개가하지 않고 테무진을 기다렸다. 몽골비사는 칭기즈 칸의 가장 어려운 시기, 결코 포기하지 않고 칭기즈 칸과 결혼하고, 그를 따랐다고 평하였다.
그러나 몽골 북방에 사는 메르키트족은 테무진의 아버지 예수게이가 그들에게 빼앗은 여자인 호엘룬을 아내로 삼았기 때문에 테무진에게 반감을 가지고 있었다. 
이러한 이유로 메르키트족은 테무진의 아내인 보르테를 납치했다. 그녀는 메르키트족에 납치되었을 때 칠레두 동생인 칠게르가 강간해서 주치를 가지게 되었다고 의심받는다. 보르테가 첫 아이로 딸 코첸 베키를 낳은 직후 메르키트부에게 납치됐고, 이는 주치에 대한 출생 시비의 원인이 된다. 
테무진이 보르테를 되찾아온 과정에 관해 《집사》와 《몽골비사》 설명이 엇갈린다. 《몽골비사》에는 테무진이 케레이트 부의 옹 칸, 자다란 부의 자무카와 연합하여 메르키트 부를 공격했다고 기록되어 있다. 반면, 《집사》에는 메르키트 부가 옹 칸에게 보르테를 위탁했고, 옹 칸이 그녀를 다시 테무진에게 돌려줬다고 기록되어 있다. 보르테를 구출한 이후 메르키트족에게 겁탈당한 일이 있었으나 칭기즈 칸은 그녀를 정실 부인으로 대하고 존중하였다. 징기스 칸은 아내를 매우 소중하게 여기며 종종 그녀의 조언을 구했다 한다.
그녀는 그 후 차가타이, 우구데이, 툴루이 등의 네 아들과 딸 코첸 베키, 알카이 베키, 투멜룬, 알랄툰 베키, 체체이켄 등의 다섯 딸을 낳았다.
보르테는 셔츠에 보석을 소지하고 있었는데, 이것은 칭기즈 칸의 종증조부 안바가이 칸이 남긴 유품으로 칭기즈 칸이 그녀에게 준 것이었다.
원사에는 보르테가 매우 덕이 있는 인물이라 한다. 몽골비사에는 위엄 있고 의롭고 지적이고 덕이 있는 여성이며, 징기스칸을 도와 몽골 제국의 기초를 세우는 것을 도운 아름답고 재능있는 여성이라 한다.

## 가족 관계
- 남편 : 테무진(鐵木眞)
  - 장남 : 주치(朮赤)
  - 차남 : 차가타이(察合台)
  - 삼남 : 우구데이(窩闊台)
  - 사남 : 툴루이(拖雷)

## 참고 서적
- 라시드 앗 딘 지음, 김호동 역주, 《부족지》, 사계절, 2002.
- 유원수 역주, 《몽골비사》, 사계절, 2004.

| 전임 호엘룬 | 몽골 제국 황후 1206년 ~ 1227년 | 후임 소르칵타니 카툰 (임시) |